# Tao-tie

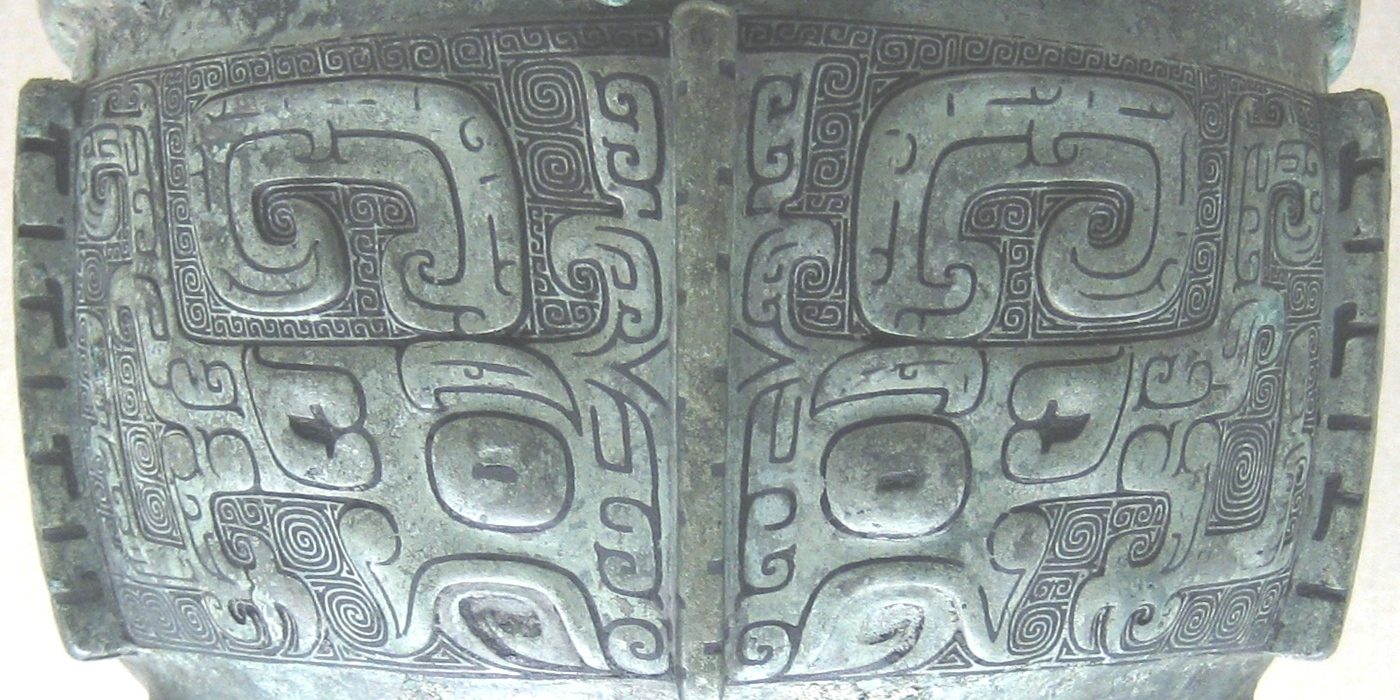
A Sang (Shang)-dinasztia idejéből származó háromlábú bronzüst (ting (ding) 鼎) oldalán látható tao-tie (taotie) motívum.

A tao-tie (taotie) (kínaiul: 饕餮; pinjin (pinyin) hangsúlyjelekkel: tāotiè) mitikus szörnymaszkmotívum a kínai művészetben. Az i. e. 2–1. évezredben, a Sang (Shang)- és a Csou (Zhou)-dinasztia idején készített szertartási bronztárgyak leggyakoribb díszítőeleme. A legújabb kutatások szerint a minta sokféle változatának azonos jelentése volt, ennek ellenére a motívum eredete és jelentése máig ismeretlen. A „mohó”, „falánk” jelentésű elnevezése csak az i. e. 4–3. századból származik.

## Motívumként

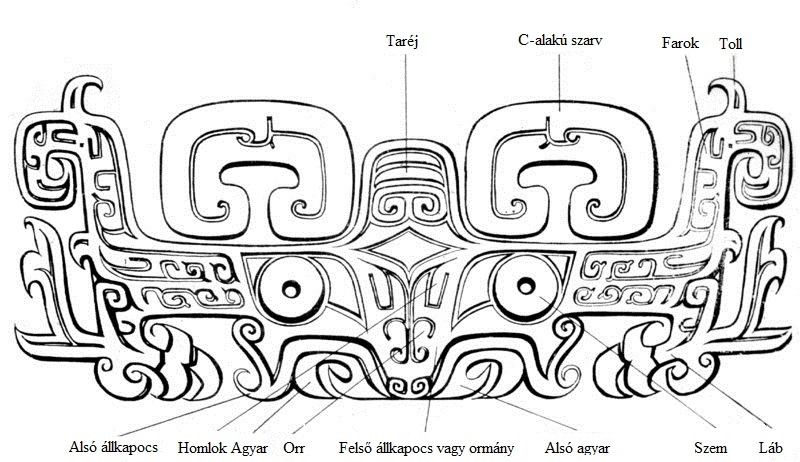
A tao-tie (taotie) maszk egy jellegzetes változatának részei

Jól lehet, az általánosan tao-tie (taotie) motívumnak (kínaiul: tao-tie ven (taotie wen) 饕餮紋) vagy maszknak nevezett, reliefszerű díszítő elem a bronzkorban és a korai ókorban készült kínai szertartási bronzedények és egyéb eszközök (pl. fegyverek) leggyakoribb dekorációja, a kutatókat mégis régóta zavarba ejti a magyarázata, és máig nincs egységes, általánosan elfogadott elmélet a kialakulásával és a jelentésével, szimbolikájával kapcsolatban. A minta zoomorf vagy teriomorf ábrázolása egyértelmű, de mégsem lehet egyetlen, valós állat képi megjelenítésének tekinteni. Robert Bagley véleménye szerint nem annyira ikonográfiai jelentősége van, hanem sokkal inkább bronzöntés egyfajta technológiai know-howja. Olyan elképzelés is létezik, hogy az ötletadó motívum csakugyan egy maszk lehetett, amelyet az emberi világgal és az elhunyt ősök szellembirodalmával kapcsolatot tartó sámánok vagy sámán-királyok viseltek a szertartások során.
Azt az egykor népszerű elképzelést, miszerint a szörnyarcát a szertartások során felhasznált állatok jellegzetes testrészeiből állíthatták össze, mára többé-kevésbé elvetették. A motívum jelentésének magyarázatát megnehezíti az a tény, hogy a Sang (Shang)-kori jóslócsont-feliratokon nincs nyoma a motívum megnevezésének vagy funkciójának, legalábbis egyelőre ilyesmit nem sikerült azonosítani.
Vasziljev szovjet-orosz sinológus és vallástörténész merész és elgondolkoztató hipotézissel áll elő a magyarul is olvasható művében. Az elméletének kiindulási pontja, hogy a Sang (Shang)-dinasztia legfőbb istenének Sang-ti (Shangdi)nak nincs, vagy legalábbis nem ismert semmilyen képi ábrázolása. 

„Nem lehet kétséges, hogy a legfőbb istenséget, Sang-ti (Shangdi)t is ábrázolták valamilyen szimbolikus formában... Ez a tao-tie (taotie) maszk, amely a rituális bronzedényeken, valamint néhány közismert rituális jellegű kőtárgyon (jáde, márvány stb.) a díszítmények központjában van. A maszkot síkban vagy domborműként mintázták meg, és rendszerint egy szörny fejét ábrázolja, hatalmas golyószerű kidülledt szeme van, dús szemöldöke és óriási szétágazó szarvai, amelyek fantasztikus spirális vonalakban kanyarognak. A maszknak számos változata van: hol realisztikus stílusban ábrázolt riasztó szörnyeteg-pofa, dühödten eltátja a száját, hol csak az arc felső része a szemekkel és a szarvakkal, hol meg geometrikussá absztrahált arc meglehetősen esetlegesen ábrázolt részlete... Minden változatában fő eleme a két hatalmas és nagyon kifejező szem, amelyet nagy, kidülledt golyónak ábrázolnak; ugyancsak kötelező elem a szarv... Mindez meggyőz bennünket arról, hogy a tao-tie (taotie) maszk az ókori kínai ikonográfiában Sang-ti (Shangdi), pontosabban Sang-ti (Shangdi) szimbólumának az ábrázolása volt.”

## Etimológia

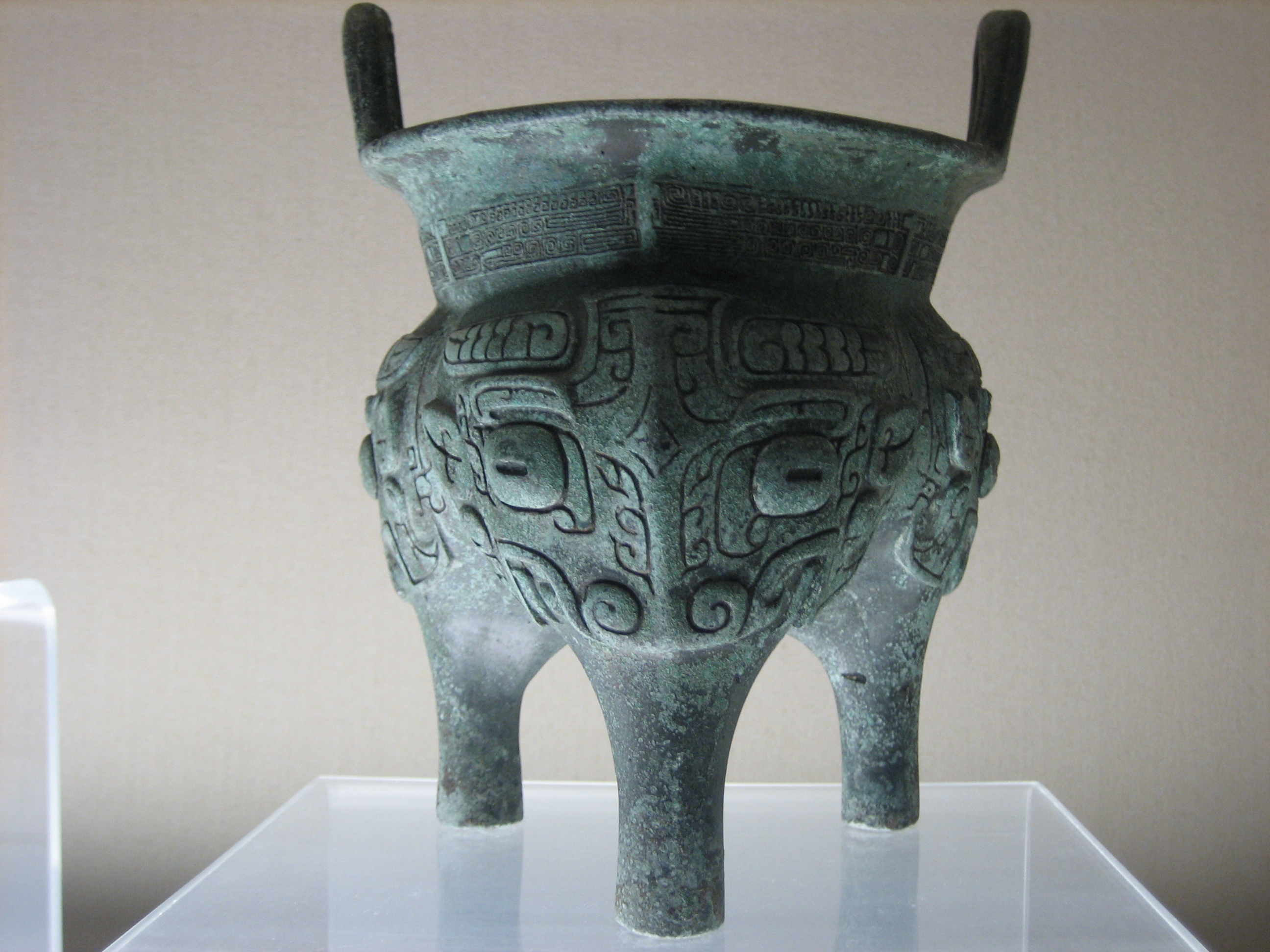
A Nyugati Csou (Zhou)-dinasztia idejéből származó háromlábú bronzüst (ting (ding) 鼎) oldalán látható tao-tie (taotie) motívum.

A tao-tie (taotie) kifejezés először csak a Csou (Zhou)-kor végén (kb. i. e. 4-3. sz.) bukkan fel a kínai irodalomban, amikor is ezen a néven hivatkoznak a szertartási bronzedények megnevezésére. Azonban ekkor a valóságos jelentése már a kínaiak számára sem volt világos. A kínai szerzők, amikor tao-tie (taotie) névvel (jelentése: „mohó”, „falánk”, „mindent felfaló szörny”) nevezték a maszkot, emberevő hajlamokat tulajdonítottak neki. Erről árulkodik az i. e. 3. században íródott Lü si csun-csiu (Lü shi chunqiu) 《呂氏春秋》) című mű alábbi részlete is:

„周鼎著饕餮，有首無身，食人未咽，害及其身。

A Csou (Zhou) háromlábú bronzüstökön (ting (ding)) lévő tao-tie (taotie)nek van feje, de nincs teste. Amikor felfalja az embereket, nem nyeli le őket, de megsebzi a testüket.”

Egy másik mű, a Co csuan (Zuo zhuan) egy részlete szerint a tao-tie (taotie) a világ négy gonosz teremtményének (sze hsziung (si xiong) 四凶) egyike, aki nem más, mint a legendás Sárga Császár idején élt Csin-jün (Jinyun) 縉雲 nemzetség mohó, falánk fiúgyermeke.

## Későbbi értelmezések
A Ming-dinasztia idején, amikor több tudós összeállította a régi kínai díszítőmotívumok gyűjteményét, a tao-tie (taotie) a "sárkány szülte kilenc fiú" (lung seng csiu ce (long sheng jiu zi) 龍生九子) egyikének tartották. Például Jang Sen (Yang Shen) 杨慎 (1488–1559), művében, a Seng'an (Sheng'an) nem hivatalos gyűjteményében (Seng'an vaj csi (Sheng'an wai ji) 《升庵外集》) azt írja:

„A tao-tie (taotie) szeret enni és inni, a háromlábú bronzüstök felületén jelenítették meg.”

Mások úgy gondolták, hogy tao-tie (taotie) nem más, mint a legendás Sárga Császár, szörnyszerű ellenségének, Cse Ju (Chi You)nak 蚩尤 az ábrázolása. Erről tanúskodik a Csing (Qing)-dinasztia idején élt festő, Lo Ping (Luo Ping) 羅聘 (1733-1799) leírása is:

„A Sárga Császár megparancsolta a kíséretében lévőknek, hogy fejezzék le Cse Ju (Chi You)t... Látva, hogy a feje elvált a testétől, a későbbi bölcsek ezt a képet a szertartási edényekre vésték, mintegy figyelmeztetés gyanánt azoknak, akik a hatalom és a gazdagság után sóvárognak.”

Hagyományosan tehát a kínaiak egészen a modern korig tartották, hogy az ókori mesterek azért ábrázolták ezt a szörnyet jól látható helyen a képi alkotásokban, hogy elijesszék az embert, emlékeztessék a mértékletességre, az önmegtartóztatásra, és undort ébresszenek benne a falánkság, a mohóság iránt.

### Magyarul
- ↑ Keleti Művészeti Lexikon 2007:  Keleti Művészeti Lexikon. Szerkesztette: Fajcsák Györgyi. Budapest: Corvina Kiadó, 2007. ISBN 978 963 13 5558 1
- ↑ Kínai mitológia 1988:  "Kínai mitológia". In Mitológiai enciklopédia II. kötet, 385-456. o. Fordította: Kalmár Éva. Budapest: Gondolat Kiadó, 1988. ISBN 963 282 028 2 II. kötet
- ↑ Vasziljev 1977:  Vasziljev, L. Sz.: Kultuszok, vallások és hagyományok Kínában. Budapest: Gondolat Kiadó, 1977. ISBN 963 280 475 9

### Idegen nyelven
- ↑ Bagley 1987:  Robert Bagley: Shang Ritual Bronzes. The Arthur M. Sackler Foundation. ISBN 978-0-674-80525-5
- ↑ Keightley 1985:  David N. Keightley: Sources of Oracle Bone of Shang History – Inscriptions of Bronze Age China. California Press. Berkley, Los Angeles, London.
- ↑ Paper 1978:  Jordan Paper, "The Meaning of the 'T'ao-T'ieh'". In History of Religions, Vol. 18, No. 1 (August, 1978), pp. 18–41.